# Lijst van rijksmonumenten in 't Goy
De plaats 't Goy telt 8 inschrijvingen in het rijksmonumentenregister. Hieronder een overzicht.
| Object                                               | Oorspronkelijke functie? | Bouwjaar            | Architect | Locatie                 | Coördinaten?                 | Nr.?   | Afbeelding        |
| ---------------------------------------------------- | ------------------------ | ------------------- | --------- | ----------------------- | ---------------------------- | ------ | ----------------- |
| Kortland: Boerderijtje, langhuistype                 | Boerderij                | 1783                |           | Wickenburghseweg 26     | 52° 0' 19" NB, 5° 12' 7" OL  | 22684  | Meer afbeeldingen |
| Terrein waarin overblijfselen van het kasteel 't Goy | Archeologisch monument   | 12e eeuw            |           |                         | 52° 0' 13" NB, 5° 12' 37" OL | 45466  | Upload foto       |
| Terrein waarin overblijfselen van een kerk           | Archeologisch monument   | vroege middeleeuwen |           |                         | 52° 0' 8" NB, 5° 12' 41" OL  | 45467  | Upload foto       |
| Oude woongrond                                       | Archeologisch monument   | Romeinse tijd       |           |                         | 52° 0' 7" NB, 5° 13' 2" OL   | 45468  | Upload foto       |
| Wickenburgh: woonhuis                                | Kasteel, buitenplaats    | 1350-1400           |           | Wickenburghseweg 19     | 52° 0' 18" NB, 5° 12' 1" OL  | 511635 | Meer afbeeldingen |
| Wickenburgh: duiventoren                             | Tuin, park en plantsoen  | 16e eeuw            |           | Wickenburghseweg bij 19 | 52° 0' 18" NB, 5° 12' 1" OL  | 511636 | Meer afbeeldingen |
| Wickenburgh: park                                    | Tuin, park en plantsoen  | 1872-1875           |           | Wickenburghseweg bij 19 | 52° 0' 26" NB, 5° 12' 5" OL  | 511637 | Meer afbeeldingen |
| Wickenburgh: toegangshek                             | Erfscheiding             | 1700-1750           |           | Wickenburghseweg bij 19 | 52° 0' 18" NB, 5° 12' 1" OL  | 511638 | Meer afbeeldingen |
| 't Rechthuis van 't Goy                              | Boerderij                | 17e eeuw            |           | Wickenburghseweg 68     | 52° 0' 10" NB, 5° 12' 39" OL | 22685  | Meer afbeeldingen |